# Dectes
Dectes es un género de escarabajos longicornios de la tribu Acanthocinini.

## Especies
- Dectes nigripilus Chemsak & Linsley, 1986
- Dectes sayi Dillon and Dillon, 1953
- Dectes texanus LeConte, 1862